# Liste der Windmühlen in Sachsen
Die Liste der Windmühlen in Sachsen gibt einen Überblick über die bekannten Windmühlen unterschiedlichen Erhaltungszustandes im Freistaat Sachsen.

## Dresden
Link zu einem Kartenansichtstool, um Koordinaten zu setzen.
| Bild                              | Mühle                            | Lage                                                                     | Typ           | Erbaut                | Bemerkungen                                                         |
| --------------------------------- | -------------------------------- | ------------------------------------------------------------------------ | ------------- | --------------------- | ------------------------------------------------------------------- |
| weitere Bilder \| Fotos hochladen | Gohliser Windmühle Wikidata      | Gohlis, Dresden, Windmühlenweg 17 (51° 5′ 23″ N, 13° 39′ 30″ O)          | Turmholländer | 1828                  | Wiederhergestellt; denkmalgeschützt                                 |
| weitere Bilder \| Fotos hochladen | Leutewitzer Windmühle Wikidata   | Leutewitz, Dresden, Steinbacher Straße 56 (51° 3′ 13″ N, 13° 40′ 26″ O)  | Turmholländer | 1839                  | in Betrieb bis 1914, umgebaut zu einer Gaststätte, denkmalgeschützt |
| weitere Bilder \| Fotos hochladen | Micktner Windmühle Wikidata      | Mickten, Dresden, Kötzschenbroder Straße 9 (51° 4′ 40″ N, 13° 42′ 22″ O) | Turmholländer | Mitte 19. Jahrhundert | denkmalgeschützt                                                    |
| weitere Bilder \| Fotos hochladen | Reitzendorfer Windmühle Wikidata | Reitzendorf, Dresden, Meßweg 3 (51° 1′ 16″ N, 13° 54′ 42″ O)             | Turmholländer | 1861                  | denkmalgeschützt                                                    |

## Leipzig
Link zu einem Kartenansichtstool, um Koordinaten zu setzen.
| Bild                              | Mühle                               | Lage                                                                                 | Typ           | Erbaut          | Bemerkungen |
| --------------------------------- | ----------------------------------- | ------------------------------------------------------------------------------------ | ------------- | --------------- | --- |
| weitere Bilder \| Fotos hochladen | Bockwindmühle Göbschelwitz Wikidata | Göbschelwitz, Leipzig, Göbschelwitzer Straße 57 (51° 25′ 7″ N, 12° 25′ 17″ O)        | Bockwindmühle | 19. Jahrhundert | Bock erhalten, denkmalgeschützt |
| weitere Bilder \| Fotos hochladen | Bockwindmühle Holzhausen Wikidata   | Holzhausen, Leipzig, Stötteritzer Landstraße 78 (bei) (51° 18′ 39″ N, 12° 27′ 13″ O) | Bockwindmühle | 19. Jahrhundert | stand bis 1903 in Dreiskau, Außenhaut ist holzverkleidet, denkmalgeschützt                                                                           |
| weitere Bilder \| Fotos hochladen | Windmühle Knauthain Wikidata        | Knauthain, Leipzig, Rehbacher Straße 83 (51° 16′ 26″ N, 12° 18′ 3″ O)                | Turmholländer | 1874            | Turmholländer, nicht funktionsfähig, Jalausieflügelreste, Futterschroteinrichtung, denkmalgeschützt                                                  |
| weitere Bilder \| Fotos hochladen | Holländermühle Knautnaundorf        | Knautnaundorf, Leipzig, Mühlenweg (51° 15′ 51″ N, 12° 16′ 1″ O)                      | Turmholländer |                 | Nach unwetterbedingtem Abwurf der Turmhaube mit Flügeln Kegeldach aufgesetzt und weiter mit Motorkraft betrieben, Dach inzwischen eingestürzt, Ruine |
| weitere Bilder \| Fotos hochladen | Holländermühle Lindenthal Wikidata  | Lindenthal, Leipzig, An der Hufschmiede 11 (51° 23′ 28″ N, 12° 20′ 28″ O)            | Turmholländer | 1892            | 2013 saniert mit neuen Flügeln, 2 Windrosen, nachträglich aufgestockter Turm, denkmalgeschützt                                                       |

## Landkreis Bautzen
Link zu einem Kartenansichtstool, um Koordinaten zu setzen.
| Bild                              | Mühle                               | Lage                                                                            | Typ           | Erbaut | Bemerkungen                                                                |
| --------------------------------- | ----------------------------------- | ------------------------------------------------------------------------------- | ------------- | ------ | -------------------------------------------------------------------------- |
| weitere Bilder \| Fotos hochladen | Windmühle Belmsdorf                 | Belmsdorf, Bischofswerda, Alte Belmsdorfer Straße (51° 6′ 57″ N, 14° 12′ 21″ O) | Turmholländer | 1866   | 1903 stillgelegt, Ruine. Ersetzte 1866 eine abgebrannte alte Bockwindmühle |
| weitere Bilder \| Fotos hochladen | Holländermühle Bernbruch            | Bernbruch, Kamenz, An der Windmühle (51° 17′ 9″ N, 14° 5′ 35″ O)                | Turmholländer |        |                                                                            |
| weitere Bilder \| Fotos hochladen | Windmühle Bischheim Wikidata        | Bischheim, Haselbachtal, Jahnstraße 16 (51° 14′ 11″ N, 14° 1′ 34″ O)            | Turmholländer | 1865   | Nutzung als Restaurant und Kleinkunstbühne, denkmalgeschützt               |
| weitere Bilder \| Fotos hochladen | Hustemühle Gersdorf Wikidata        | Gersdorf (bei Kamenz), Haselbachtal, Wiesenweg 5 (51° 13′ 50″ N, 14° 3′ 23″ O)  | Turmholländer | 1848   | auch Hustigmühle genannt, denkmalgeschützt                                 |
| weitere Bilder \| Fotos hochladen | Windmühle Dörgenhausen Wikidata     | Dörgenhausen, Hoyerswerda, An der Windmühle (51° 25′ 18″ N, 14° 13′ 37″ O)      | Bockwindmühle |        | Wiederhergestellt, denkmalgeschützt                                        |
| weitere Bilder \| Fotos hochladen | Holländermühle Großgrabe Wikidata   | Großgrabe, Bernsdorf (51° 21′ 4″ N, 14° 1′ 5″ O)                                | Turmholländer |        | Stumpf, denkmalgeschützt                                                   |
| weitere Bilder \| Fotos hochladen | Lugaer Windmühle Wikidata           | Luga, Neschwitz (51° 14′ 54″ N, 14° 21′ 37″ O)                                  | Bockwindmühle | 1733   | Wiederhergestellt; denkmalgeschützt                                        |
| weitere Bilder \| Fotos hochladen | Holländermühle Maltitz              | Maltitz, Weißenberg (51° 10′ 25″ N, 14° 41′ 18″ O)                              | Turmholländer |        | Ruine                                                                      |
| weitere Bilder \| Fotos hochladen | Windmühle Möhrsdorf Wikidata        | Möhrsdorf, Haselbachtal (51° 12′ 35″ N, 14° 5′ 6″ O)                            | Turmholländer |        | denkmalgeschützt                                                           |
| weitere Bilder \| Fotos hochladen | Pommritzer Holländermühle Wikidata  | Pommritz, Hochkirch (51° 9′ 25″ N, 14° 34′ 58″ O)                               | Turmholländer |        | denkmalgeschützt                                                           |
| weitere Bilder \| Fotos hochladen | Rodewitzer Holländermühle Wikidata  | Rodewitz, Hochkirch (51° 10′ 15″ N, 14° 34′ 56″ O)                              | Turmholländer |        | denkmalgeschützt                                                           |
| weitere Bilder \| Fotos hochladen | Holländermühle am Forstweg Wikidata | Straßgräbchen, Bernsdorf (51° 21′ 11″ N, 14° 3′ 23″ O)                          | Turmholländer | 1850   | Umgebaut zu einem Wohnhaus; denkmalgeschützt                               |

## Landkreis Görlitz
Link zu einem Kartenansichtstool, um Koordinaten zu setzen.
| Bild                              | Mühle                                                         | Lage                                                                                             | Typ           | Erbaut                                    | Bemerkungen |
| --------------------------------- | ------------------------------------------------------------- | ------------------------------------------------------------------------------------------------ | ------------- | ----------------------------------------- | --- |
| weitere Bilder \| Fotos hochladen | Windmühle Arnsdorf Wikidata                                   | Arnsdorf, Vierkirchen, Arnsdorf 177a (51° 11′ 44″ N, 14° 47′ 36″ O)                              | Turmholländer | 1847 (Mühle)                              | Umgebaut zu einem Wohnhaus; denkmalgeschützt |
| weitere Bilder \| Fotos hochladen | Hetzemühle Wikidata                                           | Hetzwalde, Leutersdorf, Hetzwalder Ring 17 (bei) (50° 58′ 20″ N, 14° 37′ 41″ O)                  | Bockwindmühle | seit 1775 in Betrieb (Mühle)              | 5 Flügel; auch Hetzwalder Windmühle genannt, denkmalgeschützt                                                                                       |
| weitere Bilder \| Fotos hochladen | Klingewalder Windmühle                                        | Klingewalde, Görlitz (51° 10′ 43″ N, 14° 58′ 10″ O)                                              | Turmholländer | 1852                                      | Ruine |
| weitere Bilder \| Fotos hochladen | Holländermühle Königshain Wikidata                            | Königshain (51° 10′ 56″ N, 14° 53′ 14″ O)                                                        | Turmholländer |                                           | 1929 bis auf die Grundmauern abgebrannt. Ab 2001 schrittweise Sanierung von Mühle und Mühlenhof, heute Nutzung als Ferienwohnung; denkmalgeschützt  |
| weitere Bilder \| Fotos hochladen | Bockwindmühle Kottmarsdorf Wikidata                           | Kottmarsdorf, Kottmar, Obercunnersdorfer Straße 4 (51° 1′ 43″ N, 14° 37′ 42″ O)                  | Bockwindmühle | 1843 auf dem 435 m hohen Pfarrberg erbaut | Wiederhergestellt, denkmalgeschützt |
| weitere Bilder \| Fotos hochladen | Windmühle Moholz                                              | Moholz, Niesky (51° 17′ 57″ N, 14° 46′ 55″ O)                                                    | Bockwindmühle |                                           | Miniatur-Mühle |
| weitere Bilder \| Fotos hochladen | Neudorfer Holländermühle Wikidata                             | Neudorf-Schönbach, Schönbach, Windmühlenweg 5 (51° 3′ 40″ N, 14° 34′ 0″ O)                       | Turmholländer | 1841 (bezeichnet)                         | auch Schönbacher Windmühle genannt; denkmalgeschützt                                                                                                |
| weitere Bilder \| Fotos hochladen | Neumanns- oder Zimmermann-Mühle (früher Günzelmühle) Wikidata | Neueibau, Kottmar (50° 58′ 0″ N, 14° 39′ 4″ O)                                                   | Bockwindmühle |                                           | 5 Flügel, bis 1964 mit Wind und später elektrisch betrieben; denkmalgeschützt                                                                       |
| weitere Bilder \| Fotos hochladen | Günther-Mühle Wikidata                                        | Neundorf auf dem Eigen, Herrnhut, Burkersdorfer Straße 13 (hinter) (51° 0′ 22″ N, 14° 49′ 38″ O) | Bockwindmühle | 1802 erstmals erwähnt; 1916 (bezeichnet)  | 1962 stillgelegt, Rekonstruktion ab 1993; denkmalgeschützt                                                                                          |
| weitere Bilder \| Fotos hochladen | Birkmühle Wikidata                                            | Oberoderwitz, Oderwitz, Birkmühlstraße 12 (50° 58′ 11″ N, 14° 43′ 17″ O)                         | Bockwindmühle | 1800; 1869 (bezeichnet)                   | 1817 umgesetzt von Burkersdorf (Schlegel) nach Oberoderwitz, ab 1956 elektrifizierter Betrieb der Mühle, heute Nutzung als Museum; denkmalgeschützt |
| weitere Bilder \| Fotos hochladen | Berndtmühle Wikidata                                          | Oberoderwitz, Oderwitz, Hintere Dorfstraße 14a (50° 58′ 20″ N, 14° 42′ 23″ O)                    | Bockwindmühle | 1787 (bezeichnet an der Wetterfahne)      | 1947 mit einem Elektromotor ausgestattet; denkmalgeschützt                                                                                          |
| weitere Bilder \| Fotos hochladen | Neumannmühle Wikidata                                         | Oberoderwitz, Oderwitz, Langer Garten 13 (50° 58′ 38″ N, 14° 40′ 53″ O)                          | Bockwindmühle | 1850, 1867 (bezeichnet)                   | 1867 umgesetzt von Ullersdorf nach Oberoderwitz, 1956 stillgelegt; denkmalgeschützt                                                                 |
| weitere Bilder \| Fotos hochladen | Holländermühle Oberoderwitz                                   | Oberoderwitz, Oderwitz, Turmweg 2 (50° 57′ 43″ N, 14° 42′ 46″ O)                                 | Turmholländer | 1850                                      | Stumpf, heute als Wohnhaus genutzt; 1900 stillgelegt                                                                                                |
| weitere Bilder \| Fotos hochladen | Donix-Windmühle Oberseifersdorf Wikidata                      | Oberseifersdorf, Mittelherwigsdorf, Löbauer Straße 1 (50° 56′ 39″ N, 14° 47′ 33″ O)              | Bockwindmühle | 1787/1789 (Müllerwohnhaus im Kern)        | Umgebaut zu einer motorbetriebenen Mühle, denkmalgeschützt                                                                                          |
| weitere Bilder \| Fotos hochladen | Windmühle auf dem Töpferberg Wikidata                         | Reichenbach/O.L. (51° 8′ 10″ N, 14° 48′ 36″ O)                                                   | Turmholländer |                                           | Stumpf; denkmalgeschützt |
| weitere Bilder \| Fotos hochladen | Bachmannwindmühle Sohland a. Rotstein Wikidata                | Sohland am Rotstein, Reichenbach/O.L. (51° 6′ 58″ N, 14° 47′ 40″ O)                              | Bockwindmühle |                                           | denkmalgeschützt |
| weitere Bilder \| Fotos hochladen | Windmühle am Mittelgut Wikidata                               | Sohland am Rotstein, Reichenbach/O.L. (51° 6′ 56″ N, 14° 47′ 13″ O)                              | Turmholländer |                                           | Wiederhergestellt; denkmalgeschützt |
| weitere Bilder \| Fotos hochladen | Holländermühle Wohla Wikidata                                 | Wohla, Löbau (51° 8′ 32″ N, 14° 39′ 4″ O)                                                        | Erdholländer  |                                           | Stumpf erhalten; denkmalgeschützt |

## Landkreis Leipzig
Link zu einem Kartenansichtstool, um Koordinaten zu setzen.
| Bild                              | Mühle                              | Lage                                                                        | Typ                               | Erbaut                    | Bemerkungen |
| --------------------------------- | ---------------------------------- | --------------------------------------------------------------------------- | --------------------------------- | ------------------------- | --- |
| weitere Bilder \| Fotos hochladen | Windmühle Altenhain Wikidata       | Altenhain, Trebsen/Mulde, Mühlenweg 1a (51° 17′ 15″ N, 12° 42′ 3″ O)        | Turmholländer                     | um 1870                   | Umgebaut zu einem Wohnhaus, denkmalgeschützt |
| weitere Bilder \| Fotos hochladen | Ballendorfer Windmühle Wikidata    | Ballendorf, Bad Lausick, An der Windmühle 1 (51° 8′ 25″ N, 12° 41′ 2″ O)    | Bockwindmühle                     | 1835 (bezeichnet)         | Wiederhergestellt, denkmalgeschützt |
| weitere Bilder \| Fotos hochladen | Windmühle Beucha Wikidata          | Beucha, Brandis, Kleinsteinberger Straße 9 (51° 19′ 8″ N, 12° 34′ 3″ O)     | Turmholländer                     | 1837                      | denkmalgeschützt |
| Fotos hochladen                   |                                    | Böhlitz, Thallwitz (51° 26′ 31″ N, 12° 44′ 11″ O)                           | Paltrockwindmühle / Bockwindmühle | 1880                      | |
| weitere Bilder \| Fotos hochladen | Canitzer Holländermühle Wikidata   | Canitz, Thallwitz, Canitz 19 (51° 24′ 34″ N, 12° 41′ 23″ O)                 | Turmholländer                     | 1876 (bezeichnet)         | 1954 stillgelegt, wird heute als Wohnhaus genutzt. denkmalgeschützt |
| weitere Bilder \| Fotos hochladen | Windmühle Cannewitz                | Cannewitz, Grimma, Cannewitzer Straße 51 (51° 16′ 37″ N, 12° 50′ 25″ O)     | Turmholländer                     | 1830                      | Stumpf |
| weitere Bilder \| Fotos hochladen | Windmühle Nerchau Wikidata         | Cannewitz, Grimma, Würschwitzer Straße 37 (51° 16′ 1″ N, 12° 47′ 46″ O)     | Turmholländer                     | 2. Hälfte 19. Jahrhundert | denkmalgeschützt |
| weitere Bilder \| Fotos hochladen | Paltrockmühle Collmen              | Collmen, Colditz ()                                                         | Bockwindmühle                     |                           | |
| weitere Bilder \| Fotos hochladen |                                    | Dehnitz (51° 21′ 11″ N, 12° 44′ 14″ O)                                      | Turmholländer                     | 1830                      | Stark beschädigt |
| weitere Bilder \| Fotos hochladen | Bockwindmühle Ebersbach Wikidata   | Ebersbach, Bad Lausick, Thierbaumer Straße 15 (51° 6′ 10″ N, 12° 42′ 24″ O) | Bockwindmühle                     | 1859                      | vor 1914 Einbau eines Elektromotor als Zusatzantrieb, ab 1952 erfolgte der Betrieb ohne Windkraft bis zur Stilllegung 1967. 1990–1997 Restaurierung der Windmühle. denkmalgeschützt |
| weitere Bilder \| Fotos hochladen | Holländermühle Fremdiswalde        | Fremdiswalde, Grimma (51° 18′ 1″ N, 12° 50′ 31″ O)                          | Turmholländer                     |                           | |
| weitere Bilder \| Fotos hochladen | Fuchshainer Paltrockmühle Wikidata | Fuchshain, Naunhof, An der Mühle 20 (51° 17′ 8″ N, 12° 31′ 47″ O)           | Paltrockmühle                     |                           | denkmalgeschützt |
| weitere Bilder \| Fotos hochladen | Fuchshainer Windmühle Wikidata     | Fuchshain, Naunhof, Am Sportplatz (51° 16′ 49″ N, 12° 31′ 50″ O)            | Bockwindmühle                     | 1781                      | denkmalgeschützt |
| weitere Bilder \| Fotos hochladen | Windmühle Göhrenz Wikidata         | Göhrenz, Markranstädt (51° 17′ 28″ N, 12° 15′ 24″ O)                        | Turmholländer                     |                           | Umgebaut zu einem Wohnhaus, denkmalgeschützt |
| weitere Bilder \| Fotos hochladen |                                    | Großbardau, Grimma (51° 11′ 54″ N, 12° 42′ 3″ O)                            | Turmholländer                     |                           | |
| weitere Bilder \| Fotos hochladen |                                    | Großbuch (51° 12′ 26″ N, 12° 39′ 1″ O)                                      | Turmholländer                     |                           | |
| weitere Bilder \| Fotos hochladen | Grubnitzer Holländermühle          | Grubnitz, Bennewitz (51° 22′ 3″ N, 12° 42′ 13″ O)                           | Turmholländer                     |                           | |
| weitere Bilder \| Fotos hochladen |                                    | Klinga, Parthenstein (51° 16′ 37″ N, 12° 38′ 47″ O)                         | Paltrockwindmühle                 | 1946                      | Ruine |
| weitere Bilder \| Fotos hochladen | Kühnitzscher Windmühle             | Kühnitzsch, Lossatal (51° 22′ 17″ N, 12° 49′ 52″ O)                         | Bockwindmühle                     |                           | 1588 erstmals im Verzeichnis der Windmühlen erwähnt, 1672 erster Hinweis im Kirchenbuch. 1812 Umbau in ihrer heutigen Gestalt. Bis 1974 wurde Getreide gemahlen (auch mit Elt-Motor), 1978 wird die Mühle an die Gemeinde Kühnitzsch zur Erhaltung als technisches Denkmal übergeben. 1992 wurden die Flügel wieder angebracht, heute betreut der örtliche Heimatverein die Mühle. |
| Fotos hochladen                   |                                    | Lindennaundorf, Markranstädt (51° 20′ 0″ N, 12° 14′ 37″ O)                  | Bockwindmühle                     |                           | |
| weitere Bilder \| Fotos hochladen | Meltewitzer Holländermühle         | Meltewitz, Lossatal (51° 22′ 9″ N, 12° 54′ 59″ O)                           | Turmholländer                     |                           | Umgebaut zu einem Wohnhaus |
| Fotos hochladen                   | Windmühle Mutzschen                | Mutzschen, Grimma (51° 15′ 54″ N, 12° 53′ 35″ O)                            | Turmholländer                     |                           | Ruine, in Sanierung |
| weitere Bilder \| Fotos hochladen | Nauberger Holländermühle           | Nauberg, Grimma (51° 13′ 17″ N, 12° 53′ 20″ O)                              | Turmholländer                     |                           | |
| weitere Bilder \| Fotos hochladen |                                    | Nitzschka, Wurzen (51° 18′ 33″ N, 12° 46′ 20″ O)                            | Turmholländer                     | um 1822                   | 1878, 1884, 1885 und 1896 abgebrannt, jeweils neu- oder wieder aufgebaut; ehemals mit 6 Flügeln ausgestattet, seit 1950 außer Betrieb und heute nur noch ein inzwischen um 1 Stockwerk reduzierter Stumpf |
| weitere Bilder \| Fotos hochladen | Prösitzer Windmühle                | Prösitz, Mutzschen (51° 14′ 44″ N, 12° 52′ 22″ O)                           | Bockwindmühle                     |                           | |
| weitere Bilder \| Fotos hochladen |                                    | Püchau, Machern (51° 24′ 24″ N, 12° 38′ 3″ O)                               | Turmholländer                     |                           | Umgebaut zu einem Wohnhaus |
| weitere Bilder \| Fotos hochladen | Trebener Mühle                     | Röcknitz, Thallwitz (51° 27′ 28″ N, 12° 46′ 55″ O)                          | Bockwindmühle                     |                           | Stark beschädigt |
| weitere Bilder \| Fotos hochladen | Bergmühle                          | Röcknitz, Thallwitz (51° 27′ 19″ N, 12° 46′ 8″ O)                           | Bockwindmühle                     |                           | Umgebaut zu einem Wohnhaus |
| weitere Bilder \| Fotos hochladen |                                    | Roitzsch, Wurzen (51° 21′ 28″ N, 12° 45′ 45″ O)                             | Paltrockmühle                     | 1835                      | Stillgelegt 1986, Holzkonstruktion 2009 abgetragen zur Rekonstruktion und Wiederaufbau in Schkortitz bei Grimma, dort seit 20. Mai 2013 wieder als Paltrockmühle errichtet mit Windwelle, Flügelrad mit Jalousien und einem Mahlgang (Stand 2013) |
| weitere Bilder \| Fotos hochladen |                                    | Sachsendorf, Wurzen (51° 19′ 25″ N, 12° 51′ 34″ O)                          | Turmholländer                     |                           | Umgebaut zu einem Wohnhaus |
| BW                                | Bockwindmühle Großschkorlopp       | Großschkorlopp, Pegau, An der Mühle (51° 14′ 51″ N, 12° 13′ 22″ O)          | Bockwindmühle                     |                           | Stark beschädigt |
| weitere Bilder \| Fotos hochladen |                                    | Schkortitz, Grimma (51° 12′ 54″ N, 12° 47′ 19″ O)                           | Paltrockmühle                     |                           | |
| weitere Bilder \| Fotos hochladen | Schönbacher Holländermühle         | Schönbach, Colditz (51° 9′ 7″ N, 12° 46′ 0″ O)                              | Turmholländer                     |                           | |
| Fotos hochladen                   |                                    | Seifertshain, Großpösna (51° 18′ 7″ N, 12° 31′ 7″ O)                        | Paltrockmühle                     |                           | |
| BW                                |                                    | Tautenhain, Frohburg (51° 5′ 18″ N, 12° 40′ 0″ O)                           | Bockwindmühle                     |                           | |
| weitere Bilder \| Fotos hochladen | Voigtshainer Holländermühle        | Voigtshain, Lossatal (51° 24′ 29″ N, 12° 52′ 1″ O)                          | Turmholländer                     |                           | |

## Landkreis Meißen
Link zu einem Kartenansichtstool, um Koordinaten zu setzen.
| Bild                              | Mühle                                 | Lage                                                                                   | Typ           | Erbaut                                     | Bemerkungen |
| --------------------------------- | ------------------------------------- | -------------------------------------------------------------------------------------- | ------------- | ------------------------------------------ | --- |
| weitere Bilder \| Fotos hochladen | Holländermühle Adelsdorf Wikidata     | Adelsdorf, Lampertswalde, Eichenstraße 2 (51° 18′ 46″ N, 13° 35′ 25″ O)                | Turmholländer | 1856                                       | Stark beschädigt, denkmalgeschützt |
| weitere Bilder \| Fotos hochladen | Boxdorfer Windmühle Wikidata          | Boxdorf, Moritzburg, Windmühlenweg (51° 7′ 16″ N, 13° 41′ 39″ O)                       | Turmholländer | 1849 (bezeichnet) (1839 als Bockwindmühle) | Umgebaut zu einem Museum und Aussichtsturm; denkmalgeschützt                                                                                                   |
| weitere Bilder \| Fotos hochladen | Windmühle Brockwitz Wikidata          | Brockwitz, Coswig, Mühlenweg 15 (51° 8′ 12″ N, 13° 33′ 6″ O)                           | Turmholländer | 1868                                       | denkmalgeschützt |
| weitere Bilder \| Fotos hochladen | Gründelmühle Wikidata                 | Brockwitz, Coswig, Mühlenhügel 22 (51° 8′ 6″ N, 13° 33′ 21″ O)                         | Turmholländer | 1869 (bezeichnet)                          | denkmalgeschützt |
| weitere Bilder \| Fotos hochladen | Windmühle Colmnitz Wikidata           | Colmnitz, Großenhain, Windmühlenweg 5 (hinter) (51° 19′ 45″ N, 13° 26′ 18″ O)          | Turmholländer | 18. Jahrhundert                            | denkmalgeschützt |
| Fotos hochladen                   | Windmühle Dobernitz Wikidata          | Dobernitz, Stauchitz, Plotitzer Straße 1 (51° 14′ 6″ N, 13° 13′ 56″ O)                 | Turmholländer | um 1870 (Mühle)                            | denkmalgeschützt |
| weitere Bilder \| Fotos hochladen | Bockwindmühle Ebersbach Wikidata      | Ebersbach, Naunhofer Straße 4 (51° 14′ 0″ N, 13° 39′ 7″ O)                             | Bockwindmühle | 1865                                       | 1901 Einbau eines Petroleum-Motors, 1940 Einstellung des Mühlbetriebes und Verkauf des Petroleum-Motors. Seit 1992 schrittweise restauriert.; denkmalgeschützt |
| weitere Bilder \| Fotos hochladen | Windmühle Naunhof Wikidata            | Naunhof, Ebersbach, Schulstraße 1a (51° 13′ 11″ N, 13° 37′ 12″ O)                      | Turmholländer | 2. Hälfte 19. Jahrhundert                  | denkmalgeschützt |
| weitere Bilder \| Fotos hochladen |                                       | Glaubitz (51° 19′ 22″ N, 13° 23′ 36″ O)                                                | Turmholländer |                                            | Umgebaut zu einem Wohnhaus |
| weitere Bilder \| Fotos hochladen |                                       | Grödel, Nünchritz (51° 18′ 14″ N, 13° 22′ 15″ O)                                       | Turmholländer |                                            | Umgebaut zu einem Wohnhaus |
| weitere Bilder \| Fotos hochladen | Windmühle Großdobritz Wikidata        | Großdobritz, Niederau (51° 12′ 55″ N, 13° 34′ 28″ O)                                   | Turmholländer | 1899                                       | denkmalgeschützt |
| weitere Bilder \| Fotos hochladen | Windmühle Kleinrügeln                 | Kleinrügeln, Strehla, Mühlenweg ()                                                     | Paltrockmühle |                                            | |
| weitere Bilder \| Fotos hochladen |                                       | Lorenzkirch, Zeithain (51° 21′ 31″ N, 13° 15′ 30″ O)                                   | Turmholländer |                                            | Stumpf |
| Fotos hochladen                   |                                       | Moritz, Zeithain (51° 18′ 55″ N, 13° 19′ 52″ O)                                        | Turmholländer |                                            | |
| weitere Bilder \| Fotos hochladen |                                       | Moritzburg (51° 9′ 10″ N, 13° 40′ 30″ O)                                               | Turmholländer |                                            | Umgebaut zu einem Wohnhaus |
| Fotos hochladen                   |                                       | Niederau (51° 10′ 17″ N, 13° 32′ 27″ O)                                                | Turmholländer |                                            | |
| weitere Bilder \| Fotos hochladen | Windmühle Pahrenz Wikidata            | Pahrenz, Hirschstein (51° 14′ 47″ N, 13° 18′ 46″ O)                                    | Turmholländer | 1889                                       | auch Jenichen-Mühle genannt; denkmalgeschützt |
| weitere Bilder \| Fotos hochladen | Windmühle Pegenau Wikidata            | Pegenau, Klipphausen (51° 7′ 8″ N, 13° 31′ 31″ O)                                      | Turmholländer | 1876                                       | Umbau zu Wohnhaus, denkmalgeschützt |
| Fotos hochladen                   |                                       | Prausitz (51° 15′ 44″ N, 13° 18′ 32″ O)                                                | Turmholländer |                                            | Stumpf |
| Fotos hochladen                   |                                       | Schänitz (51° 16′ 58″ N, 13° 23′ 4″ O)                                                 | Turmholländer |                                            | |
| weitere Bilder \| Fotos hochladen | Schönborner Windmühle Wikidata        | Schönborn, Lampertswalde, Dorfstraße 31 (51° 19′ 48″ N, 13° 42′ 15″ O)                 | Turmholländer | um 1880                                    | denkmalgeschützt |
| weitere Bilder \| Fotos hochladen | Windmühle Strehla Wikidata            | Strehla (51° 21′ 32″ N, 13° 13′ 21″ O)                                                 | Turmholländer | 1936                                       | saniert, Nutzung als Jugendherberge, denkmalgeschützt |
| weitere Bilder \| Fotos hochladen |                                       | Weinböhla (51° 9′ 40″ N, 13° 33′ 7″ O)                                                 | Turmholländer |                                            | |
| weitere Bilder \| Fotos hochladen | Windmühle Weißig a. Raschütz Wikidata | Weißig am Raschütz, Lampertswalde, An der Mühle 4 (bei) (51° 20′ 55″ N, 13° 39′ 28″ O) | Turmholländer | 1. Hälfte 19. Jahrhundert                  | leicht konisch, Bruchsteinmauerwerk, Haube, Flügelreste; denkmalgeschützt                                                                                      |
| weitere Bilder \| Fotos hochladen | Windmühle Weßnitz Wikidata            | Weßnitz, Großenhain (51° 16′ 35″ N, 13° 33′ 46″ O)                                     | Turmholländer | 1853                                       | denkmalgeschützt |
| weitere Bilder \| Fotos hochladen | Zottewitzer Windmühle Wikidata        | Zottewitz, Priestewitz (51° 15′ 5″ N, 13° 26′ 49″ O)                                   | Turmholländer |                                            | denkmalgeschützt |
| weitere Bilder \| Fotos hochladen | Windmühle Zschepa                     | Zschepa, Zeithain (51° 21′ 15″ N, 13° 15′ 44″ O)                                       | Bockwindmühle | 1852                                       | |

## Landkreis Mittelsachsen
Link zu einem Kartenansichtstool, um Koordinaten zu setzen.
| Bild                              | Mühle                   | Lage                                                     | Typ           | Erbaut | Bemerkungen                              |
| --------------------------------- | ----------------------- | -------------------------------------------------------- | ------------- | ------ | ---------------------------------------- |
| weitere Bilder \| Fotos hochladen | Holländermühle Döbeln   | Döbeln (51° 7′ 53″ N, 13° 7′ 10″ O)                      | Turmholländer |        | Ruine                                    |
| BW                                |                         | Gallschütz, Großweitzschen (51° 11′ 48″ N, 13° 0′ 26″ O) | Bockwindmühle |        | Hausbaum und verfallene Reste            |
| BW                                |                         | Geringswalde (51° 4′ 18″ N, 12° 54′ 12″ O)               | Turmholländer |        | Umgebaut zu einer motorbetriebenen Mühle |
| weitere Bilder \| Fotos hochladen | Paltrockmühle Gersdorf  | Gersdorf, Hartha (51° 7′ 4″ N, 12° 56′ 46″ O)            | Paltrockmühle |        |                                          |
| weitere Bilder \| Fotos hochladen |                         | Mockritz, Großweitzschen (51° 10′ 7″ N, 13° 4′ 17″ O)    | Bockwindmühle |        | Stark beschädigt                         |
| weitere Bilder \| Fotos hochladen | Holländermühle Wallbach | Wallbach, Hartha (51° 7′ 21″ N, 12° 58′ 2″ O)            | Turmholländer |        |                                          |

## Landkreis Nordsachsen
Link zu einem Kartenansichtstool, um Koordinaten zu setzen.
| Bild                                    | Mühle                                                     | Lage                                                                                          | Typ                                                  | Erbaut                                                                    | Bemerkungen |
| --------------------------------------- | --------------------------------------------------------- | --------------------------------------------------------------------------------------------- | ---------------------------------------------------- | ------------------------------------------------------------------------- | --- |
| weitere Bilder \| Fotos hochladen       | Wendrichs Bockmühle Wikidata                              | Arzberg, Mühlenviertel 3 (51° 31′ 37″ N, 13° 8′ 4″ O)                                         | Bockwindmühle                                        | um 1800 (Walkmühle)                                                       | Ruine, denkmalgeschützt |
| weitere Bilder \| Fotos hochladen       | Beckersche Mühle Wikidata                                 | Arzberg, Mühlenviertel 1 (51° 31′ 41″ N, 13° 8′ 2″ O)                                         | Bockwindmühle                                        | um 1800 (Mühle)                                                           | Ruine, denkmalgeschützt |
| weitere Bilder \| Fotos hochladen       | Ebbecke Mühle Wikidata                                    | Audenhain, Mockrehna, Heide 47 (51° 30′ 21″ N, 12° 52′ 29″ O)                                 | Paltrockwindmühle                                    | 1751                                                                      | restauriert, denkmalgeschützt |
| weitere Bilder \| Fotos hochladen       | Bockwindmühle Ludwig Wikidata                             | Authausen, Laußig, Görschlitzer Straße 8 (51° 35′ 10″ N, 12° 40′ 30″ O)                       | Bockwindmühle                                        | 1713                                                                      | Bis 1900 erfolgte der Antrieb mit Windkraft, dann Einbau eines Rohölmotor, ab 1943 Elektromotor. Bis 1985 wurde noch ab und zu geschrotet. 2008 rekonstruiert, denkmalgeschützt |
| weitere Bilder \| Fotos hochladen       | Bockwindmühle Fiehn Wikidata                              | Authausen, Laußig, Görschlitzer Straße 7 (51° 35′ 21″ N, 12° 40′ 21″ O)                       | Bockwindmühle                                        | 1846                                                                      | Bis 1975 in Betrieb, 1993 erfolgte die Rekonstruktion. denkmalgeschützt |
| weitere Bilder \| Fotos hochladen       | Dübener Bockwindmühle Wikidata                            | Bad Düben (51° 36′ 15″ N, 12° 35′ 9″ O)                                                       | Bockwindmühle                                        | 1840                                                                      | 1840 in Glesien erbaut und war bis 1960 in Betrieb. Durch die Erweiterung des Flughafens Leipzig-Halle musste die Windmühle umgesetzt werden. 2006 wurde die Windmühle rekonstruiert und wieder errichtet. |
| weitere Bilder \| Fotos hochladen       | Holländerwindmühle Beilrode Wikidata                      | Beilrode, Ernst-Thälmann-Straße 160 (51° 33′ 46″ N, 13° 4′ 33″ O)                             | Turmholländer                                        | 1870                                                                      | 1908 wurde ein Elektromotor eingebaut. Bis 1978 in Betrieb und 1984 unter Denkmalschutz gestellt. Seit 2002, nach Rekonstruktion, wieder windgängig und mahlfähig. denkmalgeschützt |
| weitere Bilder \| Fotos hochladen       | Holländermühle Börln Wikidata                             | Börln, Dahlen, Heydaer Straße 5 (gegenüber) (51° 22′ 35″ N, 12° 54′ 37″ O)                    | Turmholländer                                        | 1869                                                                      | ohne Flügel, denkmalgeschützt |
| weitere Bilder \| Fotos hochladen       | Brinniser Windmühle Wikidata                              | Brinnis, Schönwölkau, Lindenhayner Straße 6 (51° 31′ 0″ N, 12° 27′ 0″ O)                      | Bis 1948 Bockwindmühle, dann umgebaut zur Motormühle | 1860                                                                      | 1819 beschrieben als Windoelmühle, 1860 wurde Gehöft neu errichtet und bis 1960 gewerblich betrieben. Restauration 1998/99. Nutzung zu Wohnzwecken seit 2011, Technik teilweise erhalten. denkmalgeschützt |
| weitere Bilder \| Fotos hochladen       | Windmühle Casabra Wikidata                                | Casabra, Naundorf (51° 15′ 26″ N, 13° 7′ 42″ O)                                               | Turmholländer                                        | 1891                                                                      | umgebaut zu einem Wohnhaus, denkmalgeschützt |
| weitere Bilder \| Fotos hochladen       | Windmühle Clanzschwitz Wikidata                           | Clanzschwitz, Liebschützberg, Mühle 1 (51° 19′ 59″ N, 13° 9′ 20″ O)                           | Bockwindmühle                                        |                                                                           | denkmalgeschützt |
| weitere Bilder \| Fotos hochladen       | Windmühle Collm Wikidata                                  | Collm, Wermsdorf, Oberweg (51° 18′ 15″ N, 13° 1′ 32″ O)                                       | Bockwindmühle                                        | 1734                                                                      | Nutzung zu Freizeitzwecken, denkmalgeschützt |
| weitere Bilder \| Fotos hochladen       | Holländermühle Doberschütz                                | Doberschütz (51° 29′ 38″ N, 12° 44′ 24″ O)                                                    | Turmholländer                                        |                                                                           | Umgebaut zu einem Wohnhaus |
| weitere Bilder \| Fotos hochladen       | Bockwindmühle Dölzig Wikidata                             | Dölzig, Schkeuditz, Langer Weg 10 (51° 21′ 9″ N, 12° 12′ 41″ O)                               | Bockwindmühle                                        |                                                                           | Umgebaut zu einem Wohnhaus, denkmalgeschützt |
| weitere Bilder \| Fotos hochladen       | Bechers Mühle Wikidata                                    | Eilenburg, Leipziger Landstraße 12 (51° 27′ 22″ N, 12° 36′ 34″ O)                             | Turmholländer                                        | 1863 (bezeichnet)                                                         | Von 1931 bis 1936 wurde die Mühle mit einem Ölmotor angetrieben, danach mit Elektromotor. Der Abbau der Ruten erfolgte um 1954. Nach einem Brand 1962 wurde der Mühlbetrieb eingestellt. Nach umfassenden Sanierungsarbeiten wurde die Mühle zum Deutschen Mühlentag 2011 erstmals wieder für Besucher geöffnet. denkmalgeschützt |
| weitere Bilder \| Fotos hochladen       |                                                           | Eilenburg (51° 27′ 26″ N, 12° 36′ 47″ O)                                                      | Turmholländer                                        |                                                                           | Stumpf |
| weitere Bilder \| Fotos hochladen       | Berndorfsche Mühle Wikidata                               | Freiroda, Schkeuditz, Schkeuditzer Straße 23 (51° 25′ 12″ N, 12° 15′ 42″ O)                   | Bockwindmühle                                        | 1820                                                                      | Umgebaut zu einem Wohnhaus, denkmalgeschützt |
| weitere Bilder \| Fotos hochladen       | Eckard-Mühle Gallen Wikidata                              | Gallen, Jesewitz, Zur Mühle 1 (51° 26′ 25″ N, 12° 32′ 50″ O)                                  | Paltrockwindmühle                                    |                                                                           | Umgebaut zu einem Wohnhaus, denkmalgeschützt |
| weitere Bilder \| Fotos hochladen       | Bockwindmühle Wolkwitz Wikidata                           | Glaucha, Zschepplin, Zur Mühle 3 (51° 33′ 54″ N, 12° 33′ 48″ O)                               | Bockwindmühle                                        | 1748/49                                                                   | Die Mühle erhielt 1927 einen elektrischen Antrieb. 1961 wurden die Flügel durch einen Sturm stark beschädigt und 1983 wieder erneuert. Die Windmühle ist vollständig intakt und wird heute noch zum Futterschroten in Nachbarschaftshilfe genutzt., denkmalgeschützt                                                              |
| weitere Bilder \| Fotos hochladen       | Voßmühle Glesien                                          | Glesien, Schkeuditz ()                                                                        | Bockwindmühle                                        | 1840                                                                      | Umgesetzt nach Bad Düben wegen der Erweiterung des Flughafens Leipzig-Halle. |
| weitere Bilder \| Fotos hochladen       | Holländermühle Großtreben                                 | Großtreben, Beilrode (51° 39′ 1″ N, 12° 59′ 31″ O)                                            | Turmholländer                                        |                                                                           | Haube und Flügel nicht erhalten. |
| weitere Bilder \| Fotos hochladen       | Hübners Mühle Wikidata                                    | Großwig, Dreiheide, Torgauer Straße 2 (bei) (51° 33′ 48″ N, 12° 54′ 5″ O)                     | Bockwindmühle                                        | 1847                                                                      | Wiederhergestellt; denkmalgeschützt |
| weitere Bilder \| Fotos hochladen       | Bockwindmühle Hohenroda Wikidata                          | Hohenroda, Schönwölkau, Krensitzer Straße 24a (51° 29′ 46″ N, 12° 25′ 51″ O)                  | Bockwindmühle                                        | 1790                                                                      | ab 1913 erfolgte der Antrieb mit einem Elektromotor bis zur Stilllegung 1958. 1997 folgte die Umsetzung und Neubau auf den jetzigen Standort. denkmalgeschützt |
| weitere Bilder \| Fotos hochladen       | Vorsdorfmühle                                             | Kleinböhla, Dahlen (51° 20′ 57″ N, 13° 1′ 16″ O)                                              | Turmholländer                                        |                                                                           | Umgebaut zu einem Wohnhaus |
| weitere Bilder \| Fotos hochladen       | Kobershainer Mühle                                        | Kobershain, Belgern-Schildau (51° 26′ 54″ N, 12° 52′ 36″ O)                                   | Bockwindmühle                                        |                                                                           | Restauriert. |
| weitere Bilder \| Fotos hochladen       | Kuhne Mühle Krippehna                                     | Krippehna, Zschepplin ()                                                                      | Bockwindmühle                                        |                                                                           | Hausbaum. 2014 in Borken-Weseke wiederaufgebaut. |
| weitere Bilder \| Fotos hochladen       | Wikidata                                                  | Kupsal, Krostitz (51° 27′ 41″ N, 12° 29′ 41″ O)                                               | Turmholländer                                        | 1883                                                                      | Umgebaut zu einem Wohnhaus, saniert |
| weitere Bilder \| Fotos hochladen       | Paltrockwindmühle Kyhna Wikidata                          | Kyhna, Wiedemar, Windmühlenweg 1 (51° 31′ 21″ N, 12° 15′ 55″ O)                               | Paltrockwindmühle                                    | 1825                                                                      | 1825 erbaut, Umbau der Bockwindmühle zur Paltrockwindmühle 2004 (Stand 2010), denkmalgeschützt |
| weitere Bilder \| Fotos hochladen       | Bockwindmühle Drubig Wikidata                             | Langenreichenbach, Mockrehna, Kirchstraße 30 (bei) (51° 29′ 56″ N, 12° 54′ 15″ O)             | Bockwindmühle                                        | 19. Jahrhundert                                                           | Ruine; denkmalgeschützt |
| weitere Bilder \| Fotos hochladen       | Windmühle Laußig                                          | Laußig (51° 32′ 18″ N, 12° 38′ 1″ O)                                                          | Bockwindmühle                                        |                                                                           | Hausbaum |
| weitere Bilder \| Fotos hochladen       | Liebschützer Windmühle Wikidata                           | Liebschütz, Liebschützberg (51° 21′ 10″ N, 13° 8′ 2″ O)                                       | Bockwindmühle                                        | 1828                                                                      | Erbaut 1828, in Betrieb bis ca. 1960. Nachdem der letzte Besitzer 1975 verstarb, fielen Mühle und Gut Zerstörung und Vandalismus zum Opfer. 1987 erfolgte der Wiederaufbau der Mühle durch die LPG „Ernst Thählmann“ Oschatz. denkmalgeschützt                                                                                    |
| weitere Bilder \| Fotos hochladen       | Holländermühle Liemehna                                   | Liemehna, Jesewitz (51° 26′ 13″ N, 12° 31′ 16″ O)                                             | Turmholländer                                        |                                                                           | ohne Flügel, Haube stark beschädigt |
| weitere Bilder \| Fotos hochladen       | Windmühle Lindenhayn Wikidata                             | Lindenhayn, Schönwölkau, Dübener Straße 2 (51° 30′ 45″ N, 12° 29′ 16″ O)                      | Bockwindmühle                                        | 1741                                                                      | Umgebaut zu einem Wohnhaus; denkmalgeschützt |
| weitere Bilder \| Fotos hochladen       | Bockwindmühle „Döbler“ Löbnitz                            | Löbnitz (51° 35′ 12″ N, 12° 27′ 49″ O)                                                        | Bockwindmühle                                        | um 1760                                                                   | Um 1924 wurde ein Elektromotor eingebaut und bis 1955 als Mahlmühle genutzt. 1993/1994 wurde die Mühle umfassend rekonstruiert. (Stand 2011) |
| weitere Bilder \| Fotos hochladen       | Webersche Mühle Wikidata                                  | Luppa, Wermsdorf, Radegaster Weg 7 (bei) (51° 20′ 37″ N, 12° 57′ 13″ O)                       | Bockwindmühle                                        |                                                                           | Wiederhergestellt, denkmalgeschützt |
| weitere Bilder \| Fotos hochladen       | Holländermühle Mehderitzsch Wikidata                      | Mehderitzsch, Torgau (51° 30′ 22″ N, 13° 2′ 44″ O)                                            | Turmholländer                                        |                                                                           | Umgebaut zu einem Mischfutterwerk |
| weitere Bilder \| Fotos hochladen       |                                                           | Merkwitz, Taucha (51° 24′ 19″ N, 12° 28′ 8″ O)                                                | Bockwindmühle                                        |                                                                           | |
| weitere Bilder \| Fotos hochladen       | Gruppachmühle Mocherwitz Wikidata                         | Mocherwitz, Schönwölkau (51° 28′ 33″ N, 12° 24′ 53″ O)                                        | Bockwindmühle                                        | 1823                                                                      | Zu Wohnzwecken ausgebaut; denkmalgeschützt |
| weitere Bilder \| Fotos hochladen       | Windmühle Richter Wikidata                                | Mockrehna, Schildauer Straße 17 (51° 30′ 2″ N, 12° 49′ 12″ O)                                 | Turmholländer                                        |                                                                           | denkmalgeschützt |
| weitere Bilder \| Fotos hochladen       | Windmühle Naundorf Wikidata                               | Naundorf, Zschepplin, An der Mühle 6 (51° 29′ 39″ N, 12° 32′ 0″ O)                            | Turmholländer                                        | Um 1885                                                                   | saniert, denkmalgeschützt |
| weitere Bilder \| Fotos hochladen       | Sächsische Turmwindmühle „Friedemann“ Wikidata            | Paschwitz, Doberschütz (51° 27′ 49″ N, 12° 43′ 29″ O)                                         | Turmholländer                                        | 1883                                                                      | 1991/93 umfassend saniert, Flügel fehlen, denkmalgeschützt |
| weitere Bilder \| Fotos hochladen       | Bockwindmühle Peterwitz Wikidata                          | Peterwitz, Wiedemar, Ortsteil Klitschmar, Delitzscher Straße 35 (51° 30′ 1″ N, 12° 14′ 56″ O) | Bockwindmühle                                        | 1890                                                                      | denkmalgeschützt |
| weitere Bilder \| Fotos hochladen       |                                                           | Pristäblich, Laußig (51° 34′ 14″ N, 12° 35′ 59″ O)                                            | Turmholländer                                        |                                                                           | Umgebaut zu einem Wohnhaus, Stumpf |
| weitere Bilder \| Fotos hochladen       | Probsthainer Windmühle                                    | Probsthain, Belgern-Schildau (51° 27′ 38″ N, 12° 53′ 45″ O)                                   | Bockwindmühle                                        |                                                                           | |
| weitere Bilder \| Fotos hochladen       | Hesselmühle Wikidata                                      | Querbitzsch, Mügeln (51° 14′ 11″ N, 12° 57′ 32″ O)                                            | Turmholländer                                        | 1895                                                                      | zeitweise mit 5 Flügeln ausgestattet, später 4 Flügel, denkmalgeschützt |
| weitere Bilder \| Fotos hochladen       | Werbeliner Bockwindmühle                                  | Reibitz, Löbnitz (51° 33′ 4″ N, 12° 28′ 26″ O)                                                | Bockwindmühle                                        | 1844                                                                      | 1844 in Werbelin erbaut. 1991 mussten der Ort und die Mühle dem Braunkohleabbau weichen und wurden demontiert. 1994 wurde die Mühle im Schullandheim Reibitz wieder errichtet. |
| weitere Bilder \| Fotos hochladen       |                                                           | Roitzschjora, Löbnitz (51° 35′ 8″ N, 12° 29′ 5″ O)                                            | Bockwindmühle                                        |                                                                           | Ruine 2010 abgerissen |
| weitere Bilder \| Fotos hochladen       |                                                           | Schildau, Belgern-Schildau (51° 27′ 27″ N, 12° 55′ 9″ O)                                      | Bockwindmühle                                        |                                                                           | Ruine |
| Direkt Bild zu diesem Denkmal hochladen |                                                           | Schkeuditz ()                                                                                 | Bockwindmühle                                        |                                                                           | Umgesetzt nach Zwochau |
| weitere Bilder \| Fotos hochladen       | Bockwindmühle Schmannewitz                                | Schmannewitz, Dahlen (51° 23′ 33″ N, 12° 58′ 59″ O)                                           | Bockwindmühle                                        |                                                                           | Wiederhergestellt |
| weitere Bilder \| Fotos hochladen       | Bockwindmühle Selben Wikidata                             | Selben, Delitzsch, Zschortauer Straße 28 (51° 29′ 37″ N, 12° 21′ 47″ O)                       | Bockwindmühle                                        |                                                                           | ohne Flügel, denkmalgeschützt |
| weitere Bilder \| Fotos hochladen       |                                                           | Sitzenroda, Belgern-Schildau (51° 26′ 57″ N, 12° 58′ 41″ O)                                   | Turmholländer                                        |                                                                           | umgebaut zu Wohnzwecken |
| weitere Bilder \| Fotos hochladen       | Staupitzer Windmühle Wikidata                             | Staupitz, Torgau, Mühlweg 2 (51° 29′ 21″ N, 12° 57′ 23″ O)                                    | Bockwindmühle                                        | 1807 (bezeichnet)                                                         | Ruine, denkmalgeschützt |
| weitere Bilder \| Fotos hochladen       | Windmühle Stehla Wikidata                                 | Stehla, Arzberg, Blumberger Straße 6 (51° 29′ 38″ N, 13° 11′ 26″ O)                           | Turmholländer                                        | 1876 (bezeichnet 1876 (Mühle); 1. Hälfte 20. Jahrhundert (Mühlentechnik)) | denkmalgeschützt |
| weitere Bilder \| Fotos hochladen       | Strellner Windmühle                                       | Strelln, Mockrehna (51° 28′ 46″ N, 12° 46′ 14″ O)                                             | Bockwindmühle                                        |                                                                           | Ruine |
| weitere Bilder \| Fotos hochladen       |                                                           | Taucha (51° 23′ 3″ N, 12° 30′ 20″ O)                                                          | Bockwindmühle                                        |                                                                           | wird restauriert |
| weitere Bilder \| Fotos hochladen       | Bockwindmühle Sommerfeld Wikidata                         | Tiefensee, Bad Düben, Zur Mühle 1 (51° 34′ 43″ N, 12° 31′ 26″ O)                              | Bockwindmühle                                        | 1847                                                                      | 1847 Delitzsch errichtet, um 1900 zum jetzigen Standort umgesetzt. Von 1926 bis 1940 Antrieb über Dieselmotor, dann mit Elektromotor. Stilllegung 1953, 1992–1994 umfangreiche Rekonstruktion. denkmalgeschützt |
| Direkt Bild zu diesem Denkmal hochladen |                                                           | Wildenhain, Mockrehna ()                                                                      | Bockwindmühle                                        |                                                                           | Nur Reste erhalten |
| weitere Bilder \| Fotos hochladen       | Bockwindmühle Weltewitz Wikidata                          | Weltewitz, Jesewitz (51° 24′ 50″ N, 12° 34′ 15″ O)                                            | Bockwindmühle                                        | 2. Hälfte 18. Jahrhundert                                                 | Ruine, denkmalgeschützt |
| weitere Bilder \| Fotos hochladen       | Windmühle Zaußwitz Wikidata                               | Zaußwitz, Liebschützberg, Am Laaser Weg 1a (51° 20′ 22″ N, 13° 11′ 14″ O)                     | Turmholländer                                        | 1799                                                                      | denkmalgeschützt |
| weitere Bilder \| Fotos hochladen       | Zeuckritzer Windmühle                                     | Zeuckritz, Cavertitz (51° 23′ 15″ N, 13° 3′ 16″ O)                                            | Bockwindmühle                                        |                                                                           | |
| weitere Bilder \| Fotos hochladen       | Motormühle Zschepplin Wikidata                            | Zschepplin, Eilenburger Straße 3 (51° 29′ 49″ N, 12° 36′ 0″ O)                                | Paltrockmühle                                        | um 1840                                                                   | Umgebaut zu einer motorbetriebenen Mühle, denkmalgeschützt |
| weitere Bilder \| Fotos hochladen       | Bockwindmühle Schkeuditz/Zwochauer Bockwindmühle Wikidata | Zwochau, Wiedemar, Am Sportplatz 7a (51° 27′ 33″ N, 12° 16′ 26″ O)                            | Bockwindmühle                                        | 1806                                                                      | 1806 in Schkeuditz erbaut, 2007 Demontage in Schkeuditz aufgrund der Flughafenerweiterung, 2009 Einweihung auf dem Mühlenstandort in Zwochau (Stand 2010); denkmalgeschützt |

## Landkreis Sächsische Schweiz-Osterzgebirge
Link zu einem Kartenansichtstool, um Koordinaten zu setzen.
| Bild                              | Mühle                           | Lage                                                                   | Typ           | Erbaut                | Bemerkungen |
| --------------------------------- | ------------------------------- | ---------------------------------------------------------------------- | ------------- | --------------------- | --- |
| weitere Bilder \| Fotos hochladen | Windmühle Kaufbach Wikidata     | Kaufbach, Wilsdruff, Zur Windmühle 10 (51° 2′ 50″ N, 13° 34′ 37″ O)    | Turmholländer | 1842                  | 1945 Haube mit Windrose und Flügelresten nach Kriegsschaden abgenommen, Stumpf inzwischen umgebaut zu einem Wohnhaus, denkmalgeschützt                                                                 |
| weitere Bilder \| Fotos hochladen | Possendorfer Windmühle Wikidata | Possendorf, Bannewitz, Windmühlenhöhe 2 (50° 58′ 17″ N, 13° 43′ 0″ O)  | Turmholländer | 1691/1920             | Technisches Denkmal, denkmalgeschützt |
| weitere Bilder \| Fotos hochladen | Windmühle Reichstädt Wikidata   | Reichstädt, Dippoldiswalde, Hauptstraße (50° 50′ 56″ N, 13° 36′ 27″ O) | Turmholländer | 1850 bezeichnet, 1888 | Die Mühle wurde als Unterrichtsmühle für die 1888 von Roßwein nach Dippoldiswalde verlegten „Deutsche Müllerschule“ erbaut. kleinste und am höchsten gelegene Windmühle Deutschlands; denkmalgeschützt |

## Vogtlandkreis
Link zu einem Kartenansichtstool, um Koordinaten zu setzen.
| Bild                              | Mühle                           | Lage                                                                       | Typ           | Erbaut            | Bemerkungen      |
| --------------------------------- | ------------------------------- | -------------------------------------------------------------------------- | ------------- | ----------------- | ---------------- |
| weitere Bilder \| Fotos hochladen | Syrauer Holländermühle Wikidata | Syrau, Rosenbach/Vogtl., Fröbersgrüner Straße (50° 33′ 2″ N, 12° 5′ 38″ O) | Turmholländer | 1887 (bezeichnet) | denkmalgeschützt |

## Landkreis Zwickau
Link zu einem Kartenansichtstool, um Koordinaten zu setzen.
| Bild                              | Mühle                          | Lage                                                                       | Typ           | Erbaut    | Bemerkungen |
| --------------------------------- | ------------------------------ | -------------------------------------------------------------------------- | ------------- | --------- | --- |
| weitere Bilder \| Fotos hochladen | Kreutzstein-Windmühle Wikidata | Blankenhain, Crimmitschau, An der Windmühle (50° 47′ 54″ N, 12° 16′ 57″ O) | Bockwindmühle | 1740      | 1740 erbaut in Großenstein bei Ronneburg; 1951 Einstellung des Mahlbetriebes; 1982 Umsetzung in das Deutsche Landwirtschaftsmuseum Schloss Blankenhain, denkmalgeschützt |
| weitere Bilder \| Fotos hochladen | Windmühle Tettau Wikidata      | Tettau, Schönberg (50° 53′ 4″ N, 12° 30′ 0″ O)                             | Turmholländer | 1838/1839 | 1989/1990 rekonstruiert, Nutzung durch den Dorf- und Heimatverein; denkmalgeschützt                                                                                      |

## Ehemalige Windmühlen
Link zu einem Kartenansichtstool, um Koordinaten zu setzen.
| Bild                                                          | Mühle                       | Lage | Typ           | Erbaut                                                                            | Bemerkungen |
| ------------------------------------------------------------- | --------------------------- | --- | ------------- | --------------------------------------------------------------------------------- | --- |
| BW                                                            |                             | Ohorn, Landkreis Bautzen, Wächterberg (51° 10′ 15″ N, 14° 3′ 10″ O)                                          |               | 1837 vom Dominialhäusler und Bäcker Johann Fürchtegott Bürger aus Meißnisch-Ohorn | ehemaliger Standort auf dem Wächterberg; an einem Sonntag im Mai 1859 abgebrannt, danach neu errichtet, 1868 das Mahlen eingestellt, damaliger Müller Philipp ließ die Mühle abtragen und verkaufte sie nach Hohenbocka |
| weitere Bilder \| Fotos hochladen                             | Windmühle Großwelka         | Großwelka, Bautzen, Landkreis Bautzen, Windmühlenweg (51° 12′ 48″ N, 14° 22′ 43″ O)                          | Bockwindmühle |                                                                                   | Nicht erhalten |
| Direkt Bild zu diesem Denkmal hochladen                       | Dienel-Mühle                | Oberoderwitz, Oderwitz, Landkreis Görlitz ()                                                                 |               | 1806                                                                              | stand auf der Wilhelmshöhe, 1896 außer Dienst gestellt, nicht erhalten |
| weitere Bilder \| Fotos hochladen                             | Großhennersdorfer Windmühle | Großhennersdorf, Herrnhut, Landkreis Görlitz ()                                                              |               |                                                                                   | |
| weitere Bilder \| Fotos hochladen                             | Baumertsche Windmühle       | Niederoderwitz, Oderwitz, Landkreis Görlitz ()                                                               | Bockwindmühle |                                                                                   | Stand auf den Viebig, nahe dem Königsholz, 1918 abgerissen |
| weitere Bilder \| Fotos hochladen                             | Bergmühle                   | Obercunnersdorf, Landkreis Görlitz ()                                                                        | Bockwindmühle | Geschichte reicht bis ins 15. Jh. zurück                                          | oberste Windmühle des Ortes, nach Sturmschäden 1903 abgerissen |
| Direkt Bild zu diesem Denkmal hochladen                       | Gutfeldmühle                | Niederoderwitz, Oderwitz, Landkreis Görlitz ()                                                               |               |                                                                                   | Betrieb vor 1900 eingestellt, nicht erhalten |
| Direkt Bild zu diesem Denkmal hochladen                       |                             | Markranstädt ()                                                                                              | Turmholländer |                                                                                   | Ruine 2000 abgerissen |
| weitere Bilder \| Fotos hochladen                             | Döbrichauer Paltrockmühle   | Döbrichau, Beilrode, Landkreis Nordsachsen ()                                                                | Paltrockmühle |                                                                                   | Mühle seit 9. Oktober 2012 nicht mehr vorhanden, wurde nach starken Sturmschäden abgerissen. |
| weitere Bilder \| Fotos hochladen                             | Windmühle Gerbisdorf        | Gerbisdorf, Schkeuditz, Landkreis Nordsachsen ()                                                             | Bockwindmühle |                                                                                   | Abgetragen, keine Reste vorhanden (Stand 2010) |
| weitere Bilder \| Fotos hochladen                             |                             | Lüptitz, Lossatal, Landkreis Nordsachsen ()                                                                  | Turmholländer |                                                                                   | Stand am Steinbruch Wolfsberg, um 1933 abgebrannt. |
| Fotos hochladen                                               |                             | Neiden, Elsnig, Landkreis Nordsachsen (51° 35′ 47″ N, 12° 56′ 39″ O)                                         | Bockwindmühle | 1886                                                                              | Ruine 2023 augenscheinlich abgerissen |
| weitere Bilder \| Fotos hochladen                             |                             | Wiesenena, Wiedemar, Landkreis Nordsachsen ()                                                                | Bockwindmühle |                                                                                   | Abgetragen, keine Reste vorhanden (Stand 2010), |
| Fotos hochladen                                               | Loßwiger Windmühle          | Loßwig, Torgau, Landkreis Nordsachsen, ehemals Langer Weg 102 ()                                             | Bockwindmühle |                                                                                   | Umgebaut zu einer motorbetriebenen Mühle |
| weitere Bilder \| Fotos hochladen                             | Wurche Mühle                | Freiroda, Schkeuditz, Landkreis Nordsachsen (51° 25′ 24″ N, 12° 16′ 53″ O)                                   | Bockwindmühle |                                                                                   | Ruine 2005 abgerissen |
| Direkt Bild zu diesem Denkmal hochladen                       | Windmühle Zwethau           | Zwethau, Beilrode, Landkreis Nordsachsen ()                                                                  | Bockwindmühle |                                                                                   | Ruine 2005 abgerissen |
| weitere Bilder \| Fotos hochladen                             | Döblermühle Zwochau         | Zwochau, Wiedemar, Landkreis Nordsachsen (51° 27′ 33″ N, 12° 16′ 26″ O)                                      | Bockwindmühle |                                                                                   | Ruine inzwischen abgerissen |
| Direkt Bild zu diesem Denkmal hochladen                       | Kretschmer-Windmühle        | Niederoderwitz, Niederoderwitz, Landkreis Görlitz ()                                                         |               |                                                                                   | Stand bei der ehemaligen Post am Bahnhof, nicht erhalten |
| weitere Bilder \| Fotos hochladen                             | Hempelmühle Schönbach       | Neudorf-Schönbach, Schönbach, Landkreis Görlitz ()                                                           | Bockwindmühle |                                                                                   | zerstört |
| weitere Bilder \| Fotos hochladen                             | Holzmühle Arnsdorf          | Arnsdorf, Vierkirchen, Landkreis Görlitz ()                                                                  |               |                                                                                   | |
| [[Datei:\|200x200px\|Windmühle Obernaundorf]] Fotos hochladen | Windmühle Obernaundorf      | Obernaundorf, Rabenau, sächsischen Landkreis Sächsische Schweiz-Osterzgebirge (50° 58′ 17″ N, 13° 40′ 41″ O) | Turmholländer | 1708–1709                                                                         | im Siebenjährigen Krieg 1759 angezündet, nicht wieder aufgebaut |

## Karten mit verzeichneten Windmühlen
- Wanderkarte Gera, Mit Eisenberg, Ronneburg, Weida, Schmölln, Altenburg, Meerane, Hohenleuben, Crimmitschau. 1:50'000, Gera Tourismus e. V., 4. Auflage 2013, ISBN 978-3-86636-030-3 (existierende und fälschlich auch abgerissene Windmühlen verzeichnet)